# ماركو بوبوفيتش (لاعب كرة سلة مواليد 1982)
ماركو بوبوفيتش (بالكرواتية: Marko Popović) مواليد 12 يونيو 1982 في زادار، جمهورية كرواتيا الاشتراكية، هو لاعب كرة سلة كرواتي. بدأ مسيرته الاحترافية في سنة 1998. يلعب مع فريق بالونكيستو فوينلابرادا في الدوري الإسباني لكرة السلة كلاعب هجوم خلفي. يحمل الرقم 2. يبلغ طوله 6 قدم 1 بوصة (1.9 م). مثّل منتخب بلاده. شارك في دورة الألعاب الأولمبية الصيفية سنة 2008.

## المسيرة الاحترافية
لعب مع زادار من سنة 1998 إلى 2003، ثم لعب مع فالنسيا باسكت في الدوري الإسباني في موسم 2003–2004، ثم لعب مع سيبونا في موسم 2004–2005، ثم لعب مع أنادولو إفيس في موسم 2005–2006، ثم لعب مع زالغيريس لكرة السلة من سنة 2006 إلى 2008، ثم لعب مع يونيكس قازان من سنة 2008 إلى 2011، ثم لعب مع خيمكي في الدوري الروسي من سنة 2013 إلى 2015، ثم لعب مع بالونكيستو فوينلابرادا في الدوري الإسباني في سنة 2015.

## إحصائيات المسيرة

### الدوري الأوروبي
| السنة   | الفريق                       | لعب | بدأ | دقيقة | ميداني% | ثلاثية | حرة  | ارتداد | صنع | استلاب | تصدي | نقطة | أداء |
| ------- | ---------------------------- | --- | --- | ----- | ------- | ------ | ---- | ------ | --- | ------ | ---- | ---- | ---- |
| 2001–02 | نادي زادار لكرة السلة        | 11  | 4   | 30.4  | .402    | .299   | .813 | 1.8    | 4.0 | 1.6    | .0   | 13.9 | 13.1 |
| 2003–04 | فالنسيا باسكت                | 17  | 5   | 20.0  | .363    | .339   | .767 | 2.2    | 1.8 | 1.1    | .0   | 6.8  | 6.5  |
| 2004–05 | نادي سيبونا لكرة السلة       | 17  | 16  | 31.8  | .449    | .386   | .733 | 2.2    | 4.0 | 1.9    | .0   | 15.4 | 16.2 |
| 2005–06 | نادي أنادولو إفيس لكرة السلة | 16  | 13  | 24.0  | .478    | .419   | .776 | 1.4    | 3.1 | 1.4    | .0   | 12.9 | 12.8 |
| 2006–07 | زالغيريس لكرة السلة          | 7   | 7   | 34.4  | .395    | .273   | .909 | .9     | 4.9 | 1.4    | .0   | 15.1 | 15.9 |
| 2007–08 | زالغيريس لكرة السلة          | 20  | 0   | 21.5  | .432    | .396   | .839 | 1.4    | 2.0 | 1.0    | .0   | 11.7 | 10.3 |
| 2011–12 | زالغيريس لكرة السلة          | 14  | 1   | 22.2  | .404    | .387   | .906 | 2.1    | 2.1 | .4     | .0   | 12.5 | 11.4 |
| 2012–13 | زالغيريس لكرة السلة          | 21  | 13  | 24.0  | .486    | .439   | .855 | 1.4    | 2.2 | .7     | .0   | 13.4 | 12.5 |
| المسيرة |                              | 123 | 59  | 29.2  | .434    | .380   | .821 | 1.7    | 2.8 | 1.2    | .0   | 12.5 | 12.0 |

## روابط خارجية
- ماركو بوبوفيتش على موقع الاتحاد الدولي لكرة السلة (الإنجليزية)
- ماركو بوبوفيتش على موقع الدوري الأوروبي لكرة السلة (الإنجليزية)
- ماركو بوبوفيتش على موقع الدوري الإسباني لكرة السلة (الإسبانية)
- ماركو بوبوفيتش على موقع كرة السلة الأوروبية.كوم (الإنجليزية)
- ماركو بوبوفيتش على موقع ريلجم (الإنجليزية)
- ماركو بوبوفيتش على موقع بروبوليرز (الإنجليزية)
- ماركو بوبوفيتش على موقع سبورتس رفرنس (الإنجليزية)
- ماركو بوبوفيتش على موقع اللجنة الأولمبية الدولية (الإنجليزية)
- ماركو بوبوفيتش على موقع أوليمبيديا (الإنجليزية)